# Sergio Abad
Sergio Abad (Antioquía, 4 de noviembre de 1930), es el actual arzobispo metropolitano de la arquidiócesis Ortodoxa Antioqueña de Santiago y todo Chile que esta bajo la jurisdicción del Patriarcado de Antioquía.

## Biografía
El Arzobispo Sergio comenzó su educación teológica en el Seminario de Balamand en el Líbano y continuó en la Escuela Teológica de Halki bajo el Patriarcado Ecuménico de Constantinopla.
Fue ordenado diácono por el Metropolita Elias de Alepo, seguido de la ordenación sacerdotal. Fue elevado al rango de archimandrita por el Metropolita Theodosios de Trípoli.
En 1956, fue rector del seminario de Balamand, luego, se le encomendó la tarea de establecer presencia y servir al Patriarcado de Antioquía en Kuwait.
Luego tras completar su periodo en Kuwait, en 1968, sirvió como vicario episcopal en Brasil y estableció y dirigió las congregaciones ortodoxas en Venezuela. El 4 de diciembre de 1988, fue consagrado como obispo en Santiago de Chile y fue nombrado vicario patriarcal de Chile.
En 1996, el Vicariato de Chile fue elevado a la categoría de metrópoli. El 8 de octubre de 1996, el obispo Sergio fue elegido arzobispo metropolitano de Chile para ser el regente de la nueva arquidiócesis de Santiago y todo Chile.